# Aeroportul Dakhla
Aeroportul Dakhla (IATA: VIL, ICAO: GMMH) este un aeroport din Sahara Occidentală ce deservește zona Dakhla⁠(d). Aeroportul a fost tranzitat în 2022 de 222.480 de pasageri. A fost deschis în 1993 și numit după zona deservită.
Situat la o altitudine de 11 m, aeroportul dispune de o singură pistă. Este operat de Moroccan Airports Authority⁠(d).